# Muriel Salinas Díaz
Muriel Salinas Díaz (Taxco de Alarcón, México -1973) es una política feminista, escritora, defensora de los derechos políticos y electorales de las mujeres y consultora en políticas para la igualdad entre mujeres y hombres. Integrante de la Red Nacional Mujeres en plural, que se ha destacado por impulsar los principales avances en México relativos a las reformas constitucionales y legales en materia de paridad de género y violencia política contra las mujeres. Se ha destacado por el affidamento con los relevos generacionales de liderazgos femeninos, impulsando en diversos estados del país Escuelas de Liderazgo Político para mujeres, jóvenes, mujeres indígenas y afromexicanas con la finalidad de contribuir a fortalecer su ciudadanía y desarrollo político a nivel local.
Ha sido directora general de capacitación de la Secretaría de la Mujer del Gobierno del Estado de Guerrero y Jefa del Departamento de Participación Política en el Instituto Nacional de las Mujeres. Desde la sociedad civil fundó la organización Equipos Feministas, A.C., desde donde ha desarrollado una amplia y comprometida labor de fortalecimiento de la ciudadanía, los liderazgos y la participación política de las mujeres a nivel local, la creación de diversas redes multipartidarias y civiles para la promoción y defensa de los derechos políticos de las mujeres en México y la incidencia en políticas públicas para la igualdad entre mujeres y hombres. 
Fue la primera Relatora Especial de los Derechos Humanos de las Mujeres de la Comisión Estatal de Derechos Humanos Jalisco, es cofundadora de la Red Nacional de Defensoras de los Derechos Políticos de las Mujeres, Presidenta de la Red para el Avance Político de las Mujeres Guerrerenses. y Directora General de Equipos Feministas, A.C.
Fue Subsecretaria de Igualdad de Género de la Secretaría de Igualdad Sustantiva entre Mujeres y Hombres del Estado de Jalisco, tras haber colaborado con el Gobernador Enrique Alfaro Ramírez y el Congreso del Estado en la iniciativa de reformas a la Ley Orgánica del Poder Ejecutivo de dicha entidad federativa, para asegurar que esta institución tuviese el carácter exclusivo de Mecanismo Institucional para el Adelanto de las Mujeres, en apego a la convencionalidad internacional (CEDAW, Plataforma de Acción de Beijing, Convención Belem Do Pará, Agenda Regional de Género) y la legislación mexicana en la materia. Desde esta posición coordinó la Política Estatal para la Igualdad entre Mujeres y Hombres y sus instrumentos: el Programa Estatal para la Igualdad entre Mujeres y Hombres y el Sistema Estatal, así como el proceso de transversalización de la perspectiva de género en las políticas públicas del estado, logrando posicionar a Jalisco como el primer estado en el país en contar con una clave presupuestaria de igualdad de género en la estructura programática estatal para alinear el presupuesto con el Programa Estatal para la Igualdad entre Mujeres y Hombres, siendo Jalisco el único estado del país en contar con estos avances.
No milita en ningún partido político, sin embargo debido a su destacada trayectoria y vocación democrática, ha sido invitada a participar como candidata externa del partido Movimiento Ciudadano al Senado de la República por la tercera circunscripción en el proceso electoral federal 2011-2012 y candidata a Diputada Federal de Representación Proporcional de la Primera Circunscripción, por este mismo instituto político, en el proceso electoral 2020-2021
Estuvo en la terna del premio Elvia Carrillo Puerto en 2019.
En 2019 fue galardonada por el Congreso del Estado de Jalisco por su labor como feminista y defensora de los derechos humanos de las mujeres.

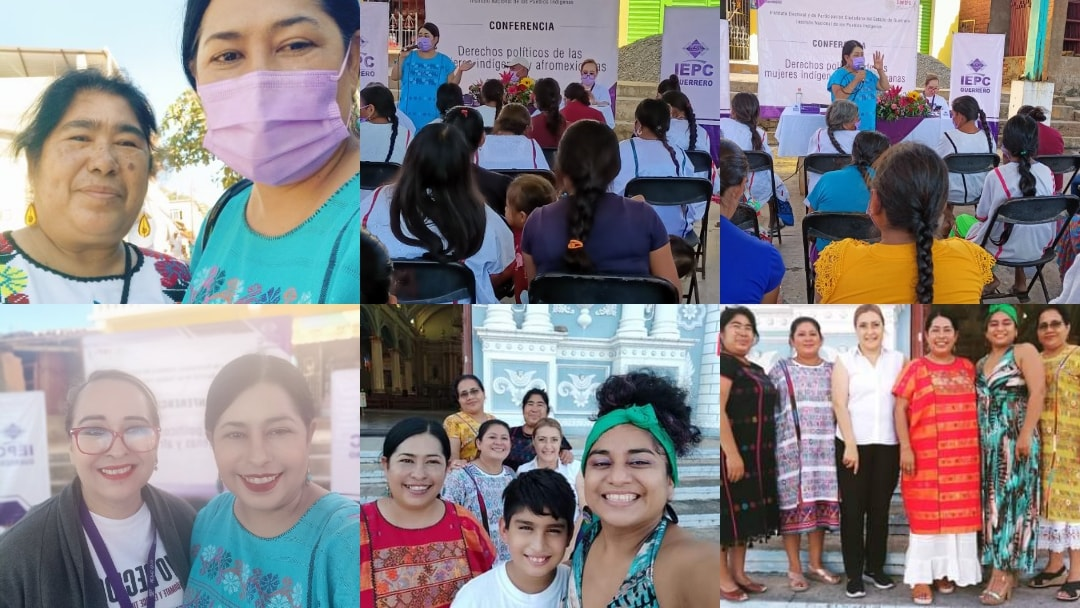
Muriel Salinas ha trabajado con mujeres indígenas y afromexicanas de Guerrero, en el fortalecimiento de su ciudadanía, liderazgos y derechos políticos.

## Principales logros
Ha dedicado su vida a la educación popular para contribuir a la construcción y fortalecimiento de la ciudadanía, los liderazgos y el empoderamiento político de las mujeres en contextos locales, así como también ha desarrollado un importante activismo como defensora de los derechos político-electorales de las mujeres, principalmente en casos de violencia política en razón de género y en defensa de la paridad de género a nivel local, lo que le ha valido un amplio reconocimiento como defensora.
De 2001 a 2010 desarrolló su trabajo desde Calmecac, A.C., orientado al fortalecimiento organizativo de mujeres rurales y al fortalecimiento de la participación política de mujeres de diversos partidos políticos y organizaciones de la sociedad civil del estado de Guerrero.
De 2005 a 2008 ocupó el cargo de Directora General de Capacitación en la Secretaría de la Mujer del Estado de Guerrero, desde donde continuó impulsando de la mano de organizaciones civiles diversas acciones de formación y capacitación orientadas al fortalecimiento de los liderazgos, la participación política de las mujeres y al fortalecimiento organizativo de redes locales y grupos de mujeres productoras rurales.
En el período 2008-2010 ocupó el cargo de Jefa del Departamento de Participación Política en el Instituto Nacional de las Mujeres, donde contribuyó a la construcción del portal “El Avance Político de las Mujeres en la Mira”, uno de los primeros portales institucionales especializados en participación política de las mujeres en México. En abril de 2010 representó al Instituto Nacional de las Mujeres en la Reunión de Especialistas en Participación Política de las Mujeres, efectuada en Ciudad de Panamá.
A finales de 2010 regresó a la sociedad civil para fundar la organización Equipos Feministas, A.C., desde donde continuó desarrollando las Escuelas de Formación para el Liderazgo y la Participación Política de las Mujeres, mismas que de forma sostenida ha instrumentado desde entonces a la fecha tanto en Guerrero, como en otras entidades federativas. Con ello, Muriel Salinas ha favorecido la formación de más de 7 mil mujeres líderes locales de todos los partidos políticos, de la sociedad civil, así como funcionarias y autoridades municipales y estatales.
Las Escuelas impulsadas por Muriel Salinas han sido adaptadas y replicadas en otras entidades federativas como Jalisco y Querétaro, por lo que constituyen un exitoso modelo probado y replicable para favorecer procesos de empoderamiento político de las mujeres en contextos locales.
En 2014 impulsó la creación del Observatorio de la Paridad de Género y los Derechos Políticos de las Mujeres, conformado por organizaciones civiles y defensoras de los derechos políticos de los estados de Guerrero y Morelos. Posteriormente, en 2016 colaboró con el INMUJERES y la Secretaría de la Mujer en la elaboración del proyecto del Observatorio institucional de la Participación Política de las Mujeres del estado de Guerrero.
En 2015 Muriel Salinas facilitó la conformación de la Red para el Avance Político de las Mujeres de Querétaro, fundada en el mes de marzo de ese año al concluir la primera Escuela de las Mujeres para el Buen Gobierno y la Gestión Pública Municipal, que desarrolló en colaboración con el Instituto Municipal de las Mujeres de Querétaro y Género UAQ.
Tras concluir los procesos electorales de 2012, 2015 y 2018 en Guerrero, impulsó y coordinó Foros Regionales Multipartidarios para recuperar las experiencias de las mujeres que participaron como aspirantes, precandidatas y candidatas a cargos electivos, identificar los principales obstáculos a los que se enfrentaron y construir colectivamente agendas para el avance político de las mujeres. Así mismo, ha llevado a cabo cursos y talleres de capacitación con las mujeres que participan en estos foros y las integrantes de la Red para el Avance Político de las Mujeres Guerrerenses, mediante los que ha facilitado la construcción colectiva de estrategias de incidencia para impulsar dichas agendas.
Desde la Red para el Avance Político de las Mujeres Guerrerenses, Muriel Salinas ha impulsado y coordinado procesos de incidencia política orientados a consolidar la paridad de género y a tipificar la violencia política contra las mujeres en razón de género en el estado de Guerrero. Entre los principales logros destaca la aprobación de la reforma legislativa efectuada por el Congreso del Estado de Guerrero en 2016, mediante la que quedó instituida la paridad horizontal en el registro de candidaturas para la integración de Ayuntamientos.
Dicha reforma, además es antecedida por la histórica sentencia emitida por el Tribunal Electoral del Estado de Guerrero relativa al Juicio Electoral Ciudadano promovido por Muriel Salinas e interpuesto por tres integrantes de la Red (Silvia Isabel Barrera Salgado, Reyna Ramírez Santana y Marisol Cuevas Serrano), cuya resolución garantizó que los partidos políticos modificaran sus registros de candidaturas a presidencias municipales para cumplir con la paridad horizontal, por lo cual en Guerrero se registró el número más elevado de alcaldesas electas en la historia de dicha entidad, pasando de 4 a un total de 21 presidentas municipales para el período 2015-2018, en un universo de 81 municipios que conforman en estado. Así mismo, Muriel Salinas coordinó el Juicio Electoral Ciudadano interpuesto por integrantes de la Red, y que en 2015 exigía al Tribunal Electoral del Estado de Guerrero adoptar medidas afirmativas para garantizar la integración paritaria del Congreso del Estado1.
Entre los casos de defensa de los derechos políticos de las mujeres que ha encabezado Muriel Salinas desde la Red, destaca el emblemático caso de la entonces alcaldesa de Mártir de Cuilapan, Felicitas Muñiz Gómez.
Ha impulsado y coordinado modelos participativos para la prevención y atención de la violencia política contra las mujeres en razón de género en Guerrero desde Equipos Feministas, A.C., la Red y con la colaboración de instituciones estatales. Derivado de este esfuerzo, Muriel Salinas ha trabajado en la integración de un diagnóstico participativo sobre la violencia política contra las mujeres en razón de género en el proceso electoral del estado de Guerrero 2017-2018, entre otros documentos que han sido importantes instrumentos de incidencia.
En el estado de Jalisco fue nombrada Relatora Especial de los Derechos Humanos de las Mujeres y la Igualdad de Género en la Comisión Estatal de Derechos Humanos Jalisco, cargo que ocupó durante un año (2017 – 2018). Uno de sus principales aportes al estado de Jalisco desde este espacio fue la elaboración de un 1er Informe Especial sobre las Políticas Municipales para la Igualdad entre Mujeres y Hombres en Jalisco, mediante el que se pudo dar cuenta del estado que guardan las políticas de igualdad en los 125 municipios que conforman dicha entidad federativa, logrando incidir de manera importante en la aceleración de cambios positivos en algunos municipios de la Zona Metropolitana de Guadalajara. Así mismo, como Relatora mantuvo un firme compromiso para promover la tipificación y sanción de la violencia política contra las mujeres en razón de género y la consolidación de la democracia paritaria y contribuyó a la integración de la primera recomendación emitida por dicho organismo relativa a un caso de violencia política contra las mujeres en razón de género.
Se han realizado dos documentales independientes que dan cuenta de la lucha de las mujeres guerrerenses por la defensa de sus derechos políticos en los que Muriel Salinas ha jugado un papel relevante: Guerreras (2012) y Voces de Mujeres por la Paridad en Guerrero (2015).
En el marco del Proceso Electoral 2020-2021, desde la Red para el Avance Político de las Mujeres Guerrerenses y junto con la Red de Mujeres en Plural, coordinó un proceso de litigio estratégico mediante el cual por primera vez en la historia de México se logró anular una elección por la causal de violencia política contra las mujeres en razón de género. Es la primera elección que se anula por esta causal en México y en toda América Latina.
En 2022, junto con la defensora Antonia Ramírez, coordinó el proceso de litigio estratégico mediante el cual se logró anular la elección de la Comisaría Municipal de la comunidad indígena Me'phaa, Ocotequila, Municipio de Copanatoyac, Guerrero, con la Red para el Avance Político de las Mujeres Guerrerenses y la Red de Mujeres en Plural y con el apoyo con la Defensoría Pública Electoral de los Pueblos y Comunidades Indígenas del Tribunal Electoral del Poder Judicial de la Federación, lo que también ha sentado un precedente histórico en la lucha con y por la defensa de los derechos políticos de las mujeres indígenas.

## Formación Académica
Es licenciada en Gestión y Administración Pública y está diplomada en Feminismo, Desarrollo y Democracia por el Centro de Investigaciones Interdisciplinarias en Ciencias y Humanidades (CEIICH) de la UNAM (2003).  Es egresada del diplomado “Mujeres Varias, Liderazgos Múltiples” del Instituto de Liderazgo Simone de Beauvoir, A.C.-UAM Xochimilco (2006). Está certificada por el Instituto Nacional de las Mujeres y CONOCER a través de la Norma Técnica de Competencias Laborales, como capacitadora en género (2009).  Cuenta con formación como Capacitadora para el Impulso de Nuevos Liderazgos Femeninos, del Programa de Investigación Feminista del CEIICH-UNAM y el Programa de Apoyo al Liderazgo y Representación de la Mujer (PROLID) del Banco Interamericano de Desarrollo (BID), 2009.
Es egresada del seminario El liderazgo de las mujeres en contextos actuales: Renovando estrategias y prácticas, de la Cátedra UNESCO-FLACSO Argentina, en cooperación con el Departamento de Desarrollo Humano, Educación y Cultura de la OEA, y la Comisión Interamericana de Mujeres-CIM- de la OEA (2011).  Cuenta con formación en materia de Violencia Política contra las Mujeres, por el Tribunal Electoral del Poder Judicial de la Federación (2017). Cuenta con formación en Enfoque de Derechos y de Igualdad de Género en Políticas, Programas y Proyectos por la Comisión Interamericana de Mujeres (CIM) de la Organización de los Estados Americanos (OEA), 2018.
Tiene estudios en Historia de la Teoría Feminista (Siglos XVIII-XXI), por la Universidad de Coruña, España (2022).
Ha estudiado temas sobre Presupuesto Público y Responsabilidad Hacendaria en el INAP (2022), así como también cuenta con un diplomado en Presupuesto basado en Resultados (PbR), de la Secretaría de Hacienda y Crédito Público (2022).

## Trayectoria Laboral
- Asesora parlamentaria en Cámara de Diputados, LXV Legislatura, en materia de Presupuesto Público para en análisis del Anexo Transversal de Erogaciones para la Igualdad  entre Mujeres y Hombres (Anexo 13) del Presupuesto de Egresos de la Federación.
- Subsecretaria de Igualdad de Género. Secretaría de Igualdad Sustantiva entre Mujeres y Hombres, Gobierno del Estado de Jalisco (2019-2020).
- Relatora Especial de los Derechos Humanos de las Mujeres y la Igualdad de Género en la Comisión Estatal de Derechos Humanos Jalisco, cargo que ocupó durante un año (2017 – 2018).[31]
- Directora general de Equipos Feministas, A.C. (2011-2017 y 2021 a la fecha)
- Jefa de Participación Política en Instituto Nacional de las Mujeres (2008-2010)

- Directora general de Capacitación de la Secretaría de la Mujer del estado de Guerrero (2006-2008)
- Directora general de Calmecac, A.C. (2004-2006)
- Capacitadora de Promotoras Comunitarias. Programa Progresa. Sedesol, delegación Guerrero. (2002-2004)

## Obras publicadas
- El espejo de una Mujer Rota [32][33]
- 1er Informe Especial sobre las Políticas Municipales para la Igualdad entre Mujeres y Hombres en Jalisco[34]
- Guía de Actuación Ciudadana para identificar y Denunciar la Violencia Política contra las Mujeres en Razón de Género para el Estado de Guerrero.[35]
- Primer Informe sobre Violencia Política contra las Mujeres en el Proceso Electoral del Estado de Guerrero 2020-2021.[36]
- Protocolo de Actuación de los Nodos Regionales para Prevenir y Atender la Violencia Política contra las Mujeres en Razón de Género del Estado de Guerrero. Equipos Feministas, A.C., INE, PNIPPM 2022.

## Artículos periodísticos
Artículos publicados en SemMexico. Ver link en referencias